# Klaus Klostermaier
Klaus Konrad Klostermaier (geb. 1933 in München) ist ein deutscher Forscher zum Hinduismus und zur Geschichte Indiens und zur Kultur Indiens.

## Leben
Klostermaier promovierte 1961 in Philosophie an der Päpstlichen Universität Gregoriana in Rom und 1969 in Indologie an der Universität Bombay.
1970 wurde er Mitglied der Fakultät für Religionswissenschaften an der Universität Manitoba (Kanada). Er arbeitete dort von 1986 bis 1995 auch als Leiter eines Zentrums für Religion und Kultur. 
1998 wurde er zum Fellow der Royal Society of Canada gewählt und war an der Universität Manitoba als Leiter der Religionswissenschaftlichen Fakultät und Direktor des Asian Studies Centers tätig.
2004 wurde eine Festschrift zu seinen Ehren veröffentlicht. Klostermaier verbrachte zehn Jahre in Indien  und erforschte in verschiedenen Sprachen Primärquellen, darunter Sanskrit, Hindi, Pali, Latein, Griechisch, Deutsch, Italienisch und Französisch.

## Werke
- Hinduism: A Beginner's Guide (2008), ISBN 978-1-85168-538-7.
- The Nature of Nature: Explorations in Science, Philosophy and Religion (2004);
- Hindu Writings: A Short Introduction to the Major Sources (2001); ISBN 978-1-85168-230-0.
- A Survey of Hinduism (3rd ed. 2007); ISBN 978-0-7914-7082-4.
- Hinduism: A Short History (2000), ISBN 978-1-85168-213-3.
- Buddhism: A Short Introduction (1999), ISBN 978-1-85168-186-0.
- Indian Theology in Dialogue (1986);
- Mythologies and Philosophies of Salvation in the Theistic Traditions of India (1984), ISBN 978-0-88920-158-3.
- Hindu and Christian in Vrindaban (1969), ISBN 978-0-334-00616-9.
- In the paradise of Krishna; Hindu and Christian seekers, ISBN 978-0-664-24904-5.
- A Concise Encyclopedia of Hinduism, Oneworld, ISBN 978-1-85168-175-4.
- A Short Introduction to Hinduism (1998) ISBN 978-1-85168-163-1.
- Hinduismus.
- Indian theology in dialogue.
- Kristvidya : A sketch of an Indian Christology.
- Liberation, salvation, self-realization : A comparative study of Hindu, Buddhist and Christian ideas.
- The body of God : Cosmos - Avatara - Image.
- Religious studies: issues, prospects, and proposals with Larry W. Hurtado, ISBN 978-1-55540-623-3.
- Masters of social thought with Ajit Kumar Sinha.
- The Nature of Nature: Explorations in Science, Philosophy, and Religion.
- The wisdom of Hinduism, ISBN 978-1-85168-227-0.
- From end to beginning.
- Hindu-Christian Dialogue.
- Freiheit ohne Gewalt.
- Vedic Aryans and the Origins of Civilization: A Literary and Scientific Perspective with Navaratna Srinivasa Rajaram, David Frawley, ISBN 978-81-85990-36-1.